# John Carr
John "Jack" Carr (7. oktober 1878 i Seaton Burn, død 17. marts 1948 i Newcastle) var en engelsk fodboldspiller og -træner, der fungerede som træner for det danske fodboldlandhold ved OL 1920 i Antwerpen.
Carr var amatørspiller i Seaton Burn, inden han blev professionel fodboldspiller i Newcastle United, hvor han spille 279 kampe og scorede 5 mål mellem 1899 og 1912. Han vandt tre engelske ligatitler og FA Cupen. Han spillede to landskampe for England, begge mod Irland; i en 1-1 kamp 25. februar 1905 og i en 1-0 sejr 16. februar 1907.
I 1912 blev han træner i Newcastle United, og han havde posten de næste ti år. Han forlod Newcastle til fordel for Blackburn Rovers i 1922, hvor han var træner frem til 1926.
Jack Carr var træner for det danske landshold i en kort periode op til og under OL i 1920. Baggrunden var, at DBU ønskede en engelsk træner efter succesen i 1908 med Charles Williams, og unionen fik Nils Middelboe, der på det tidspunkt spillede i Chelsea F.C. til at finde et egnet emne. Han formidlede kontakten til Carr, der påtog sig opgaven. Han fik fem uger til forberedelsen, der omfattede en række træningskampe samt valget af 20 ud af de 30 forhåndsudtagne spillere. Selve OL-turneringen blev en stor dansk skuffelse, idet holdet tabte sin først kamp i ottendedelsfinalen med 0-1 til Spanien og dermed ikke fik flere kampe i turneringen.

## Titler som spiller
- Engelsk mestre: 1904-1905, 1906-1907, 1908-1909
- FA Charity Shield vinder: 1909
- FA Cup vinder: 1910